# Arquidiócesis de San Cristóbal de La Habana
La arquidiócesis de San Cristóbal de La Habana o de La Habana (en latín: Archidioecesis Sancti Christophori de Habana) es una circunscripción eclesiástica de la Iglesia católica en Cuba. Se trata de una arquidiócesis latina, sede metropolitana de la provincia eclesiástica de San Cristóbal de La Habana. Desde el 26 de abril de 2016 su arzobispo es el cardenal Juan de la Caridad García Rodríguez.

## Territorio y organización

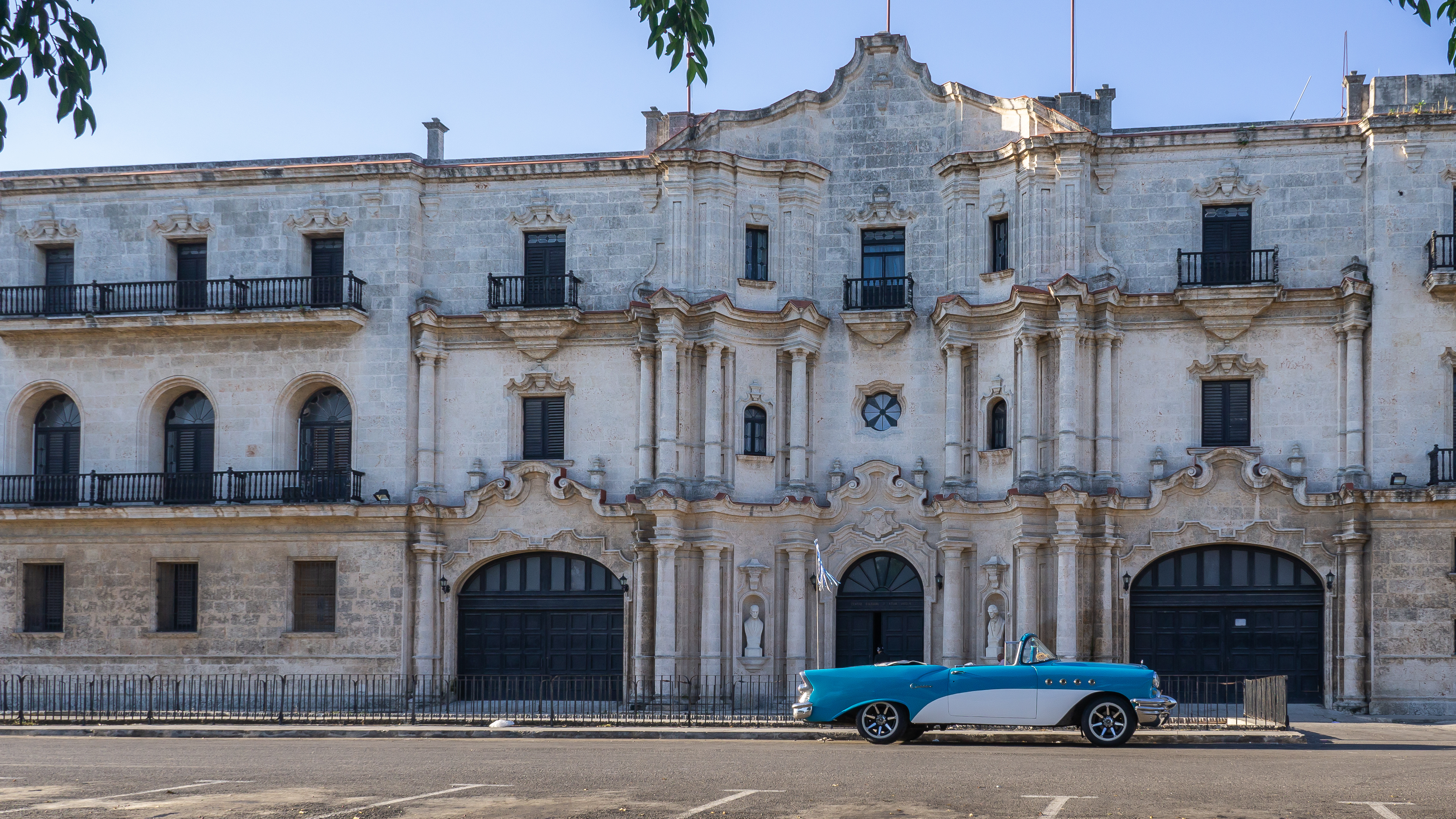
Antigua sede del Seminario de San Carlos y San Ambrosio, hoy Centro Cultural Padre Félix Varela

La arquidiócesis tiene 7542 km² y extiende su jurisdicción sobre los fieles católicos de rito latino residentes en el territorio que tenía la antigua provincia de La Habana en 1903, la cual sufrió cambios territoriales en 1910, 1969, 1976 y 2010, por lo cual hoy comprende el municipio especial de la Isla de la Juventud, la actual provincia de La Habana, la provincia de Mayabeque y los municipios de San Antonio de los Baños, Güira de Melena, Alquízar, Bauta y una parte menor de Caimito, que pertenecen a la parte oriental de la provincia de Artemisa.

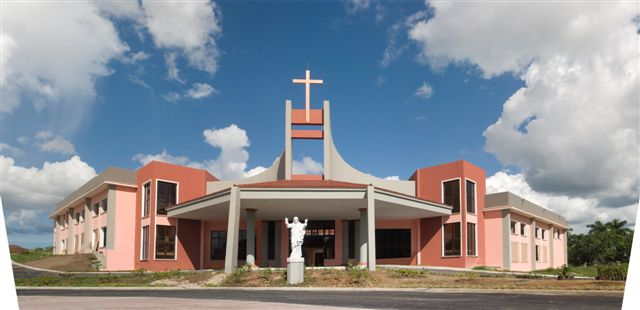
Sede del Seminario de San Carlos y San Ambrosio

La sede de la Arquidiócesis se encuentra en la ciudad de La Habana, en donde se halla la Catedral de la Inmaculada Concepción de María, la basílica de Nuestra Señora de la Caridad y el santuario nacional de Jesús Nazareno del Rescate. En Santiago de las Vegas se halla el santuario nacional de San Lázaro.

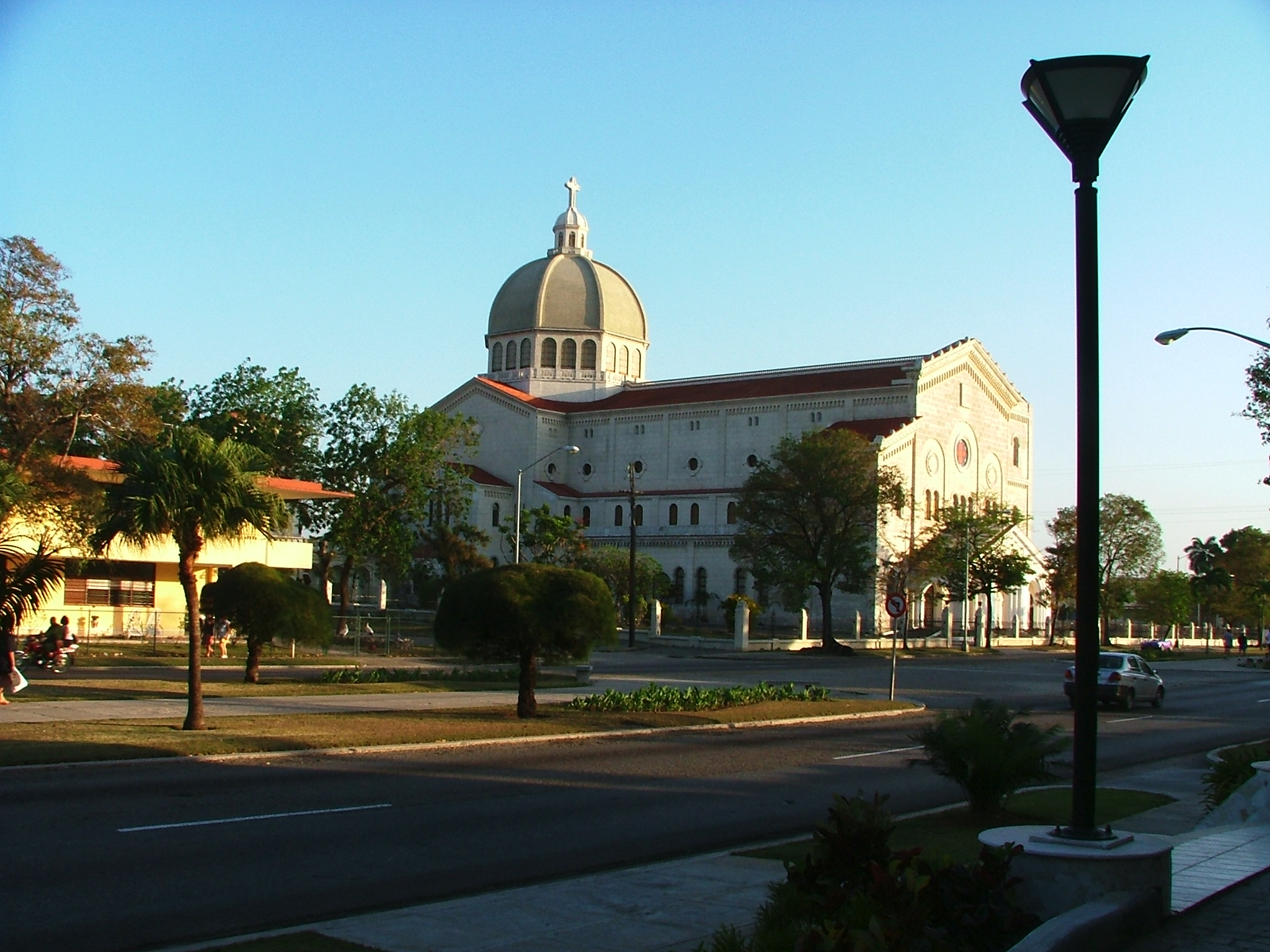
Iglesia de Jesús, en Miramar. La segunda más grande de Cuba

La arquidiócesis tiene como sufragáneas a las diócesis de Matanzas y Pinar del Río.
En 2022 en la arquidiócesis existían 86 parroquias agrupadas en 7 Vicarías Episcopales:
1. Vicaría Episcopal María Reina, (Habana Vieja y Centro Habana, antigua vicaría Norte), atendida por Monseñor Ramón Suárez Polcari, quien funge igualmente como Segundo Vicario General de la arquidiócesis y Canciller del Arzobispado de La Habana.
2. Vicaría Episcopal San Juan Pablo II, (El Cerro y El Vedado, antigua vicaría Norte), atendida por el Pbro.Jorge Luis Pérez Soto.
3. Vicaría Episcopal Sagrado Corazón de Jesús, (Diez de Octubre, Arroyo Naranjo, El Cano, Managua y Santiago de las Vegas, antigua vicaría Sur), atendida por el Pbro. Elixander Torres Pérez, quien ocupa igualmente el cargo de Vicecanciller del Arzobispado de La Habana.
4. Vicaría Episcopal La Asunción (San Miguel del Padrón, Campo Florido, Casa blanca y Alamar, antigua vicaría este), atendida por el Pbro. Ricardo Alberto Sola Ros, Shc.P.
5. Vicaría Episcopal San José (Santa Cruz del Norte, Camilo Cienfuegos, Aguacate (Cuba), Jaruco, Madruga, Catalina de Güines, Güines, Tapaste, San José de las Lajas, San Nicolás de Bari, Nueva Paz y Melena del Sur, antigua vicaría Mayabeque), atendida por el Pbro. Lázaro Cánova Amador.
6. Vicaría Episcopal San Agustín (Miramar, Jaimanitas y Playa Baracoa, antigua vicaría Oeste), atendida por el Pbro. Jorge Luis Gil Orta.
7. Vicaría Episcopal San Antonio Abad (Bejucal, San Antonio de las Vegas, Caimito, Vereda Nueva, San Antonio de los Baños, Quivicán, Güira de Melena, Batabanó,Alquizar y el municipio especial de Isla de la Juventud, antigua vicaría Oeste), atendida por el Pbro. Diosvany Llera.

Las principales parroquias y comunidades son: la del Sagrario de la S.M.I Catedral, la Iglesia de San Francisco de Asís, la parroquia del Espíritu Santo, la iglesia de Nuestra Señora de la Merced, la parroquia del Santo Ángel Custodio, la parroquia del Santo Cristo del Buen Viaje, la capilla del Santo Cristo de Limpias, la parroquia de Nuestra Señora de Montserrat, la parroquia de Nuestra Señora de la Caridad, la parroquia del Sagrado Corazón de Jesús y San Ignacio de Loyola, la parroquia de San Judas y San Nicolás, la parroquia de Nuestra Señora del Carmen, la parroquia de Santa Catalina de Siena, capilla y convento de las Siervas de María, la capilla de Jesús Obrero, la iglesia del Carmelo, la Parroquia de Santa María del Rosario, la iglesia y convento de Santa Teresa (Carmelitas) y la parroquia de San Juan Bosco.

## Historia
La diócesis de San Cristóbal de La Habana fue erigida el 10 de septiembre de 1787, obteniendo el territorio de la diócesis de Santiago de Cuba (hoy arquidiócesis de Santiago de Cuba). Originalmente fue sufragánea de la arquidiócesis de Santo Domingo. Su primer obispo fue Felipe José de Trespalacios y Verdeja.
El 25 de abril de 1793 cedió una parte de su territorio para la erección de la diócesis de Luisiana y las dos Floridas (hoy arquidiócesis de Nueva Orleans) mediante el breve Cum eximius eques del papa Pío VI.
El 24 de noviembre de 1803, mediante la bula In universalis Ecclesiae regimine del papa Pío VII, pasó a formar parte de la provincia eclesiástica de la arquidiócesis de Santiago de Cuba.
El 20 de febrero de 1903 cedió porciones de su territorio para la erección de las diócesis de Pinar del Río y Cienfuegos mediante la bula Actum praeclare del papa León XIII.
El 10 de diciembre de 1912 cedió otra porción de su territorio para la erección de la diócesis de Matanzas mediante la buula Quae catholicae religioni del papa Pío X.
El 6 de enero de 1925 fue elevada al rango de arquidiócesis metropolitana mediante la bula Inter praecipuas del papa Pío XI.
La arquidiócesis ha recibido a tres pontífices en visitas pastorales: Juan Pablo II en 1998, Benedicto XVI en 2012 y Francisco en 2015.
El cardenal Juan de la Caridad García Rodríguez fue nombrado por el papa Francisco el 26 de abril de 2016.

## Estadísticas
Según el Anuario Pontificio 2023 la arquidiócesis tenía a fines de 2022 un total de 2 534 000 fieles bautizados.
| Año                                                                             | Población            | Población | Población      | Sacerdotes | Sacerdotes    | Sacerdotes    | Bautizados por sacerdote | Diáconos permanentes | Religiosos | Religiosos | Parroquias |
| Año                                                                             | Bautizados católicos | Total     | % de católicos | Total      | Clero secular | Clero regular | Bautizados por sacerdote | Diáconos permanentes | Varones    | Mujeres    | Parroquias |
| ------------------------------------------------------------------------------- | -------------------- | --------- | -------------- | ---------- | ------------- | ------------- | ------------------------ | -------------------- | ---------- | ---------- | ---------- |
| 1949                                                                            | 1 200 000            | 1 235 939 | 97.1           | 270        | 77            | 193           | 4444                     |                      | 476        | 1108       | 62         |
| 1966                                                                            | 1 400 000            | 1 600 000 | 87.5           | 103        | 40            | 63            | 13 592                   |                      | 98         | 178        | 66         |
| 1970                                                                            | 1 591 200            | 2 150 300 | 74.0           | 102        | 40            | 62            | 15 600                   |                      | 85         | 188        | 66         |
| 1976                                                                            | 1 857 000            | 2 705 000 | 68.7           | 95         | 41            | 54            | 19 547                   |                      | 94         | 188        | 66         |
| 1980                                                                            | 1 298 000            | 2 743 300 | 47.3           | 84         | 34            | 50            | 15 452                   |                      | 84         | 174        | 66         |
| 1999                                                                            | 1 390 000            | 2 777 242 | 50.0           | 119        | 57            | 62            | 11 680                   | 17                   | 109        | 238        | 81         |
| 2000                                                                            | 1 798 000            | 2 800 000 | 64.2           | 116        | 53            | 63            | 15 500                   | 17                   | 105        | 212        | 81         |
| 2001                                                                            | 2 700 000            | 2 800 000 | 96.4           | 116        | 53            | 63            | 23 275                   | 17                   | 117        | 220        | 83         |
| 2002                                                                            | 2 709 000            | 2 810 000 | 96.4           | 109        | 53            | 56            | 24 853                   | 21                   | 101        | 220        | 83         |
| 2003                                                                            | 2 800 000            | 3 800 000 | 73.7           | 107        | 53            | 54            | 26 168                   | 21                   | 98         | 228        | 83         |
| 2004                                                                            | 2 800 000            | 3 900 000 | 71.8           | 111        | 49            | 62            | 25 225                   | 23                   | 79         | 348        | 102        |
| 2010                                                                            | 2 821 000            | 3 929 000 | 71.8           | 145        | 44            | 101           | 19 455                   | 24                   | 135        | 265        | 109        |
| 2012                                                                            | 2 822 000            | 3 930 000 | 71.8           | 129        | 51            | 78            | 21 875                   | 27                   | 103        | 185        | 85         |
| 2017                                                                            | 2 624 000            | 2 728 000 | 96.2           | 118        | 48            | 70            | 22 237                   | 26                   | 92         | 200        | 85         |
| 2020                                                                            | 2 615 160            | 2 719 080 | 96.2           | 122        | 52            | 70            | 21 435                   | 20                   | 93         | 180        | 86         |
| 2022                                                                            | 2 534 000            | 2 635 000 | 96.2           | 100        | 48            | 52            | 25 340                   | 25                   | 76         | 180        | 86         |
| Fuente: Catholic-Hierarchy, que a su vez toma los datos del Anuario Pontificio. |                      |           |                |            |               |               |                          |                      |            |            |            |

## Episcopologio

### Obispos de La Habana
- Felipe José de Tres-Palacios y Verdeja † (30 de marzo de 1789-16 de septiembre de 1799 falleció)
- Juan José Díaz de Espada y Fernández de Landa † (11 de agosto de 1800-12 de agosto de 1832 falleció) 
  - Sede vacante (1832-1846)
  - Pedro Valera Jiménez † (7 de marzo de 1833[nota 2]-19 de marzo de 1833) (administrador apostólico)
  - Francisco Ramón Valentín de Casaus y Torres, O.P † (24 de febrero de 1836-10 de noviembre de 1845) (administrador apostólico)
- Francisco Fleix Soláus † (14 de enero de 1846-22 de septiembre de 1864 nombrado arzobispo de Tarragona)
- Jacinto María Martínez y Sáez, O.F.M.Cap. † (27 de marzo de 1865-31 de octubre de 1873 falleció)
- Apolinar Serrano Díez † (23 de septiembre de 1875-15 de junio de 1876 falleció)
  - Sede vacante (1876-1879)
- Ramón Fernández Piérola y López de Luzuriaca † (4 de septiembre de 1879-17 de marzo de 1887 nombrado obispo de Ávila)
- Manuel Santander y Frutos † (17 de marzo de 1887-24 de noviembre de 1899 renunció[nota 3])
- Donato Raffaele Sbarretti Tazza † (9 de enero de 1900-16 de septiembre de 1901 nombrado delegado apostólico en las Filipinas[nota 4])
- Pedro Ladislao González y Estrada † (16 de septiembre de 1903-2 de enero de 1925 renunció[nota 5])

### Arzobispos de La Habana
- José Manuel Dámaso Ruiz y Rodríguez † (30 de marzo de 1925-3 de enero de 1940 falleció)
- Manuel Arteaga Betancourt † (26 de diciembre de 1941-20 de marzo de 1963 falleció) 
  - Evelio Díaz y Cía † (21 de marzo de 1963 por sucesión-26 de enero de 1970 renunció[nota 6])
- Francisco Ricardo Oves Fernández † (26 de enero de 1970-28 de marzo de 1981 renunció)
- Jaime Lucas Ortega Alamino † (21 de noviembre de 1981-26 de abril de 2016 retirado)
- Juan de la Caridad García Rodríguez,  desde el 26 de abril de 2016